# 1690-е годы
1690-е (ты́сяча шестьсо́т девяно́стые) го́ды по григорианскому календарю — промежуток времени с 1 января 1690 года по 31 декабря 1699 года, включающий 1690 год 9-го десятилетия   и с 1691 по 1699 годы    10-го десятилетия XVII века 2-го тысячелетия.  Они закончились 326 лет назад.

## Важнейшие события
- Война Аугсбургской лиги (1688—1697). Война короля Вильгельма (1689—1697). Сражение при Бичи-Хед (1690). Рейсвейкский мирный договор (1697).
- Первое якобитское восстание (1689—1694). Битва на реке Бойн (1690). Резня в Гленко (1692).
- Великая Турецкая война: Турецко-венецианская (1684—1699), Русско-турецкая (1686—1700) и Польско-турецкая (1683—1699) войны. Битва при Зенте (1697). Карловицкий мир (1699).
- Первая ойратско-маньчжурская война (1690—1697).
- Открытие золота (1690—1800) в Бразилии.
- Великий голод в Финляндии[англ.] и Эстонии (1695—1697).
- Реформы Петра I (1696—1725). Азовские походы (1695—1696). Указ о создании флота (1696)[1]. «Великое посольство» (1697—1698). Стрелецкий бунт (1698).
- Взятие испанцами Тайясаля (1697) завершило завоевание Гватемалы[англ.] и Юкатана.

## Культура
- Период Гэнроку в Японии (1688—1704).
- Судебный процесс над салемскими ведьмами (1692).
- Колледж Вильгельма и Марии основан (1693).
- Банк Англии основан (1694). Начало выпуска банкнот фунтов стерлингов.
- Пират Генри Эвери захватил корабль Ганг-и-Савай (1695).
- Перро, Шарль (1628—1703), писатель. Сборник «Сказки матушки Гусыни» (1697).

### Наука и техника
- Джон Локк. «Мысли о воспитании» (1693).
- Паровой двигатель (практичная модель и патент — 1698, Севери, Томас).

### Политические деятели
- Карл XI, король (1660—1697).